# Дерусификация
Дерусификация (из «де…» + русификация) — процесс вытеснения русского языка и русской культуры из различных сфер жизни в ряде государств на территории бывшего СССР и, шире, на территории бывшей Российской империи.
Термин может употребляться для описания утраты доминирования языком, культурой и другими атрибутами русскоязычного общества, проходящего за счёт продвижения автохтонных языков и культур.
Зачастую дерусификация следовала после политики русификации, ранее проводимых российскими или советскими властями на тех же территориях, после ухода этих территорий из-под политического контроля России или СССР.

## После распада Российской империи

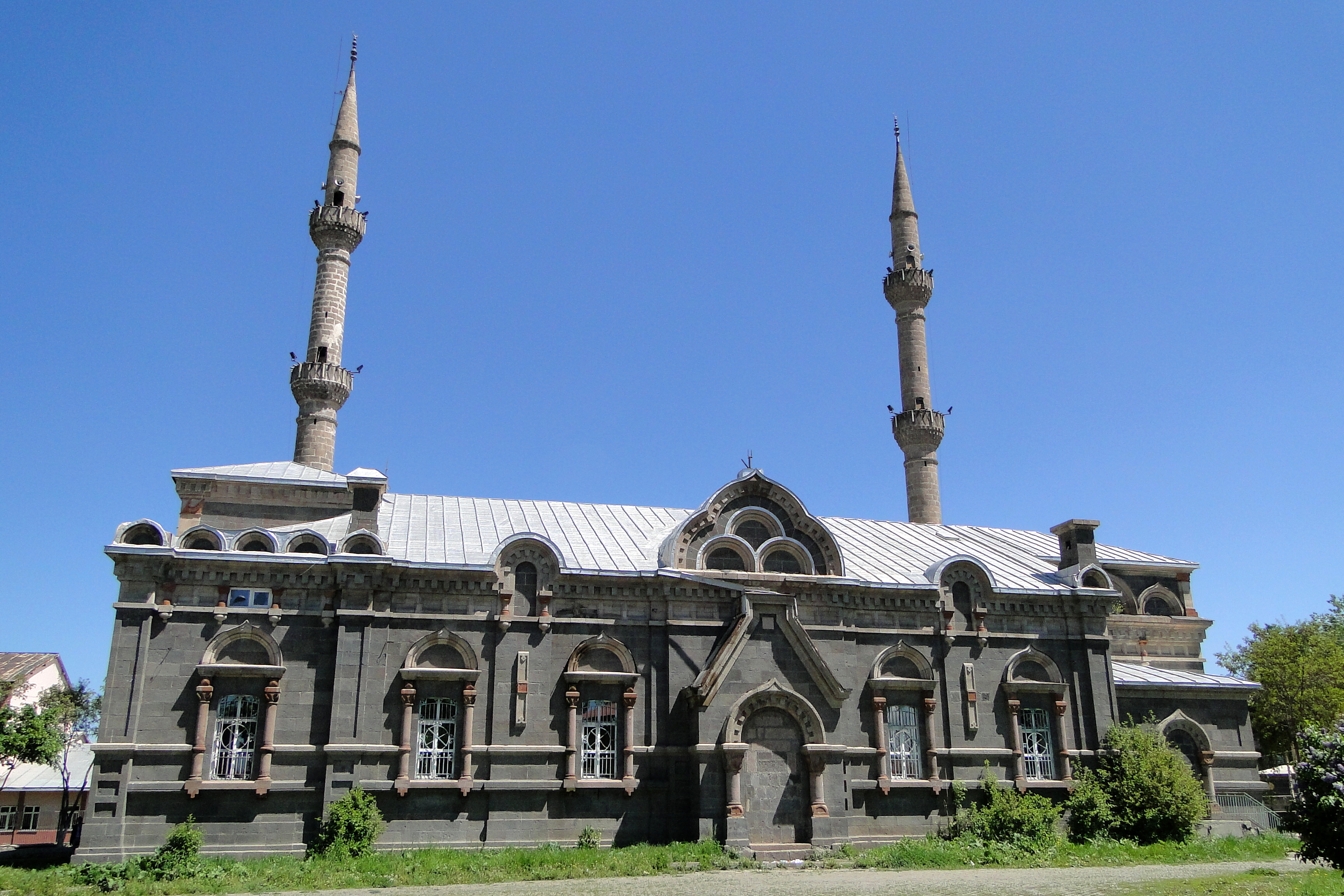
Бывшая русская полковая церковь, перестроенная в мечеть. Карс, Турция.

Впервые дерусификация проявилась в новых независимых государствах, образовавшихся после распада Российской империи в 1917 году, таких как Польша, Финляндия, Украина, Грузия, Эстония, Латвия, Литва, а также в Карсской области, переданной Турции по Московскому договору 1921 года. В этом случае она зачастую представляла собой отход от использования русского языка как реакцию в прошлом покорённых народов за предшествовавший период интенсивной (порой насильственной) русификации.
В Польше и Финляндии первая волна дерусификации прошла относительно спокойно, так как русскоязычное население никогда не составляло значительную долю в населении этих стран. Например, в Финляндии накануне революции русский считали родным лишь 0,3 % населения, компактно проживавшего в районе городов Выборг (7 %) и Хельсинки (12 %). После того как Выборг с северной частью Карельского перешейка были переданы СССР в результате советско-финской войны (1939—1940), дерусификация страны в целом завершилась.

## После распада СССР
После длительного периода русификации, который шёл с 1930 годов, СССР распался. В результате этого русский язык потерял статус надэтнического языка, а за границами России оказалось 36 миллионов носителей русского языка, из которых 25 миллионов были этнически русскими.
Присутствие в получивших независимость государствах русскоязычной общины, представители которой зачастую были моноязычными, создавало помехи местным властям в строительстве национальных государств. Также этому зачастую препятствовали высокий уровень русификации представителей титульной нации и практика использования русского языка в большинстве областей общественной жизни. В результате дерусификация и переход к использованию титульных языков стали ключевыми целями постсоветской языковой политики многих стран.

### В Средней Азии
В большинстве среднеазиатских республик бывшего СССР доля и численность приезжего русскоязычного населения (как этнических русских, так и представителей других народов, приехавших в эти страны и говоривших на русском языке) значительно уменьшились. Этому способствовали как массовый отъезд в Россию, так и демографический рост среди представителей титульных наций на фоне упадка среди русскоязычных.
Например, в Таджикистане за первые десять лет независимости численность русских сократилась с 400 до 60 тысяч. Этому способствовала гражданская война 1992—1997 годов, которая привела к массовому отъезду русских из страны. В 2010 году русский язык в республике был лишён статуса языка межнационального общения, однако в 2011 году статус был возвращен обратно.
В столице Киргизии Бишкеке в 1989—2009 годах доля русского населения сократилась с 55,8 % до 26,1 %.
В Казахстане также произошла дерусификация, но в меньшей степени: в этой стране русский и казахский язык находятся в параллельном хождении. При этом доля русского населения в Астане в период между 1989—2009 годами упала с 54,5 % до 24,9 %; в Алма-Ате с 59,1 % до 33,2 %. Происходит процесс переименования населённых пунктов из русских в казахские наименования — переименовано более 1500 населённых пунктов. Русскоязычное население Казахстана в большей степени воспринимает это как ущемление своего языка и интересов. На населенном преимущественно казахами юге, юго-востоке, востоке и юго-западе Казахстана многие советские и русские топонимы исчезли еще в конце 1990-х. Призывы переименовать северные города Петропавловск и Павлодар звучат всё громче, но инициативы сталкиваются с недовольством части населения.

### На Украине

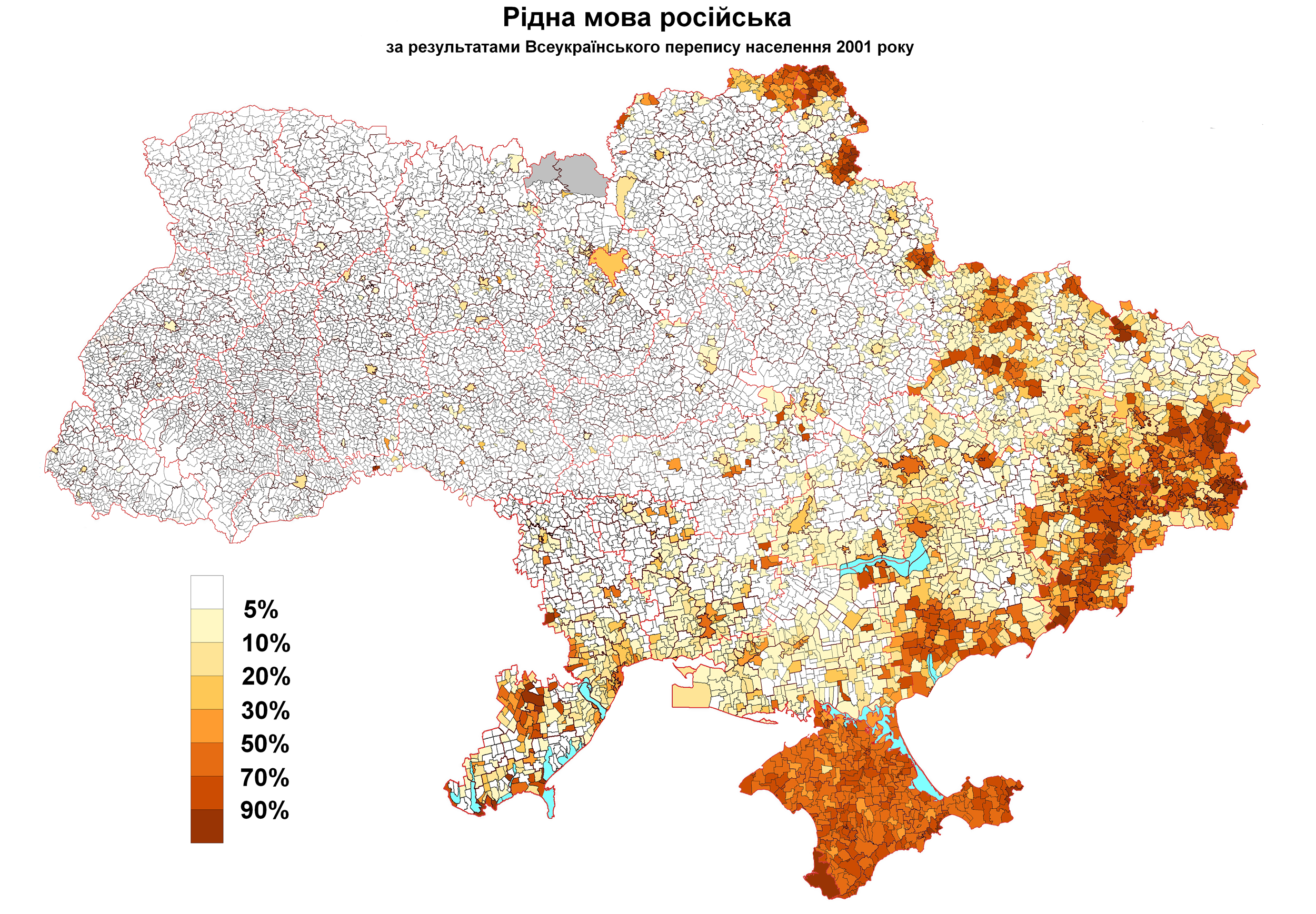
Доля жителей городских, посёлковых и сельских советов, назвавших русский родным языком по переписи 2001

Вследствие проводимой во времена СССР русификации Украины доля украиноязычных в населении значительно уменьшилась, а доля русскоязычных — возросла. Доля считающих украинский язык родным в населении между 1959 и 1989 гг. сократилась с 73,0 % до 64,7 %.
На момент провозглашения независимости Украины русский язык являлся родным для большинства населения Крыма, Донецкой и Луганской областей, а также областных центров на юго-востоке страны (за исключением Херсона). В стране была выбрана моноязычная языковая политика: по Конституции Украины 1996 года, украинский язык является единственным государственным языком. Такая языковая политика может рассматриваться как противодействие предшествующей политике русификации. Среди причин выбора этой политики — развитое национальное движение, понятность украинского языка русскоязычным жителям Украины и политическая ориентация страны в сторону Запада.
Такая политика украинизации встретила сопротивление в преимущественно русскоязычных на тот момент областях Украины, особенно в Крыму. В 2000 году украинскими властями были предложены новые меры по продвижению украинского языка, которые также вызвали негативную реакцию со стороны российского правительства, из-за чего власти этих двух стран вступили в перепалку, иногда называемую «лингвистической войной». Со временем компетентность населения в украинском языке и его престиж значительно выросли, в том числе в областях, где русский являлся преобладающим.
Украинизация и дерусификация в стране значительно ускорились после начала российской-украинской войны в 2014 году, и обрели особенно крупных масштабов после начала открытого вторжения России в 2022 году. Украинизации и дерусификации страны также способствует принятый в апреле 2019 года Закон Украины «Об обеспечении функционирования украинского языка как государственного», закрепляющий обязательность и преобладание украинского языка в череде сфер общественной жизни.